# Klitplantage
Klitplantage er betegnelsen for de skovplantninger, som er udført for at opnå varig dæmpning af sandflugt, især langs Jyllands vestkyst og Sjællands nordkyst. Den ældste er fra 1726, og 1912 udgjorde klitplantagerne 24.000 ha . Der findes i dag omkring 30.000 ha klitplantage, som tidligere kunne oprettes via ekspropriation, begrundet i problemerne med sandflugt 

## Klitplantager i Danmark
- Blokhus Klitplantage
- Blåbjerg Klitplantage
- Bunken Klitplantage
- Hjardemål Klitplantage
- Ho Klitplantage
- Hornbæk Plantage
- Husby Klitplantage
- Kærgård Klitplantage
- Lild Klitplantage
- Læsø Klitplantage
- Skagen Klitplantage
- Stenbjerg Klitplantage
- Svinkløv Klitplantage
- Tisvilde Hegn
- Tornby Klitplantage
- Tranum Klitplantage
- Tved Klitplantage
- Tversted Plantage
- Tvorup Klitplantage
- Uggerby Klitplantage
- Vester Thorup Klitplantage
- Vilsbøl Plantage
- Østerild Klitplantage
- Ålbæk Klitplantage